# 愛宕神社 (羽生市砂山)
愛宕神社（あたごじんじゃ）は、埼玉県羽生市の神社。

## 歴史
文禄年間（1592年 - 1596年）に創建された。天正年間（1573年 - 1592年）に発生した会の川の洪水により壊滅状態になったが、文禄年間に復興して村を再建、鎮守として祀ったのが当社の由来である。「宝珠坊」が別当寺であった。宝珠坊は修験道の寺院であったが、1699年（元禄12年）に「小松寺」が引き継いだ。小松寺は小松神社の隣にあった寺院であったが、明治初期の神仏分離により、廃寺に追い込まれた。一方、江戸時代後期の地誌『新編武蔵風土記稿』では、島山寺が別当寺となっており、実際に「嘉永三年（1850年）」の社殿建立を記した棟札には、島山寺の名が記されている。この年に別の場所から現在地に移転している。
1872年（明治5年）、近代社格制度に基づく「村社」に列せられ、1907年（明治40年）の神社合祀により、「天神社」「稲荷社」が合祀された。ただし、稲荷社については怪奇現象が起きたことから、祟りを恐れて元に戻されている。

## 交通アクセス
- 路線バス堂裏停留所より徒歩21分。